# Ponta da Armação
Ponta da Armação é uma península na cidade de Niterói, no estado do Rio de Janeiro. É onde está localizado o bairro Ponta D’Areia. Ficou famoso por ter abrigado o estaleiro de Irineu Evangelista de Souza Pereira Carneiro, o Visconde de Mauá. 

## História
O nome "armação" está relacionado à pesca ("armar" os barcos) e ao esquartejamento de baleias, já que a península foi importante porto baleeiro. A vocação industrial veio depois, e com as oficinas de material bélico da Marinha e estaleiros.

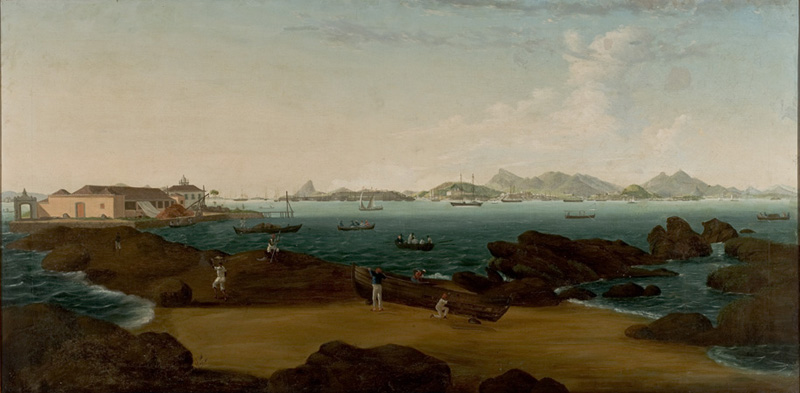
Ponta da Armação, no início do século XIX.

A Península da Armação, desde os primórdios da colonização, contribuiu de maneira relevante para a economia nacional. A atividade de pesca de baleias que aí era praticada no período colonial brasileiro (1500-1815), devido à abundância de baleias na Baía de Guanabara. 
No século XIX, tal atividade foi substituída pela indústria naval, que assumiu uma importância de nível nacional, com importantes estaleiros aí localizados. O século XX trouxe a decadência da indústria naval, que, no início do século XXI, começa a dar sinais de recuperação.